# Edise
Edise är en ort i Estland. Den ligger i Jõhvi kommun och landskapet Ida-Virumaa, i den nordöstra delen av landet, 150 km öster om huvudstaden Tallinn. Edise ligger 76 meter över havet och antalet invånare är 198.
Terrängen runt Edise är platt. Runt Edise är det tätbefolkat, med 636 invånare per kvadratkilometer. Närmaste större samhälle är Kohtla-Järve, 6,6 km nordväst om Edise. I omgivningarna runt Edise växer i huvudsak blandskog.